# Three Moons Over Milford
Three Moons Over Milford (2006) – amerykański serial obyczajowo-komediowy science fiction stworzony przez Howarda Chesleya i Jona Boorstina.
Światowa premiera serialu miała miejsce 6 sierpnia 2006 roku na antenie ABC Family. Ostatni odcinek serialu został wyemitowany 24 września 2006 roku.
Serial został anulowany we wrześniu 2006 roku z powodu niskiej oglądalności.

## Obsada
- Elizabeth McGovern jako Laura Davis
- Rob Boltin jako Albert "Mack" McIntyre
- Teresa Celentano jako Lydia Davis
- Sam Murphy jako Alex Davis
- Samantha Leigh Quan jako Claire Ling
- Nora Dunn jako Michelle Graybar